# Episodi de L'ispettore Derrick (quarta stagione)
La quarta stagione della serie televisiva L'ispettore Derrick, composta da 10 episodi, è stata trasmessa in Germania dal 23 gennaio al 16 ottobre 1977 sul canale ZDF.
| nº Prima TV Germania | nº Produzione | nº Stagione x nº Episodio | Titolo originale      | Titolo italiano                 | Prima TV Germania | Prima TV Italia   | Anno Produzione |
| -------------------- | ------------- | ------------------------- | --------------------- | ------------------------------- | ----------------- | ----------------- | --------------- |
| 30                   | 30            | 04x01                     | Yellow He             | Yellow He                       | 23 gennaio 1977   | 11 ottobre 1983   | 1976            |
| 31                   | 31            | 04x02                     | Hals in der Schlinge  | Un cappio al collo              | 6 febbraio 1977   | 11 dicembre 1981  | 1976            |
| 32                   | 32            | 04x03                     | Eine Nacht im Oktober | Una notte di ottobre            | 6 marzo 1977      | 15 febbraio 1979  | 1976            |
| 33                   | 33            | 04x04                     | Offene Rechnung       | Un conto aperto                 | 20 marzo 1977     | 1º febbraio 1979  | 1976            |
| 34                   | 34            | 04x05                     | Tod des Wucherers     | Morte di uno strozzino          | 3 aprile 1977     | 3 aprile 1977     | 1976            |
| 35                   | 35            | 04x06                     | Das Kuckucksei        | L'uovo del cuculo               | 12 giugno 1977    | 3 ottobre 1983    | 1976            |
| 36                   | 36            | 04x07                     | Mord im TEE 91        | Delitto sul Transeuropa Express | 10 luglio 1977    | 24 luglio 1980    | 1977            |
| 37                   | 37            | 04x08                     | Via Bangkok           | Via Bangkok                     | 21 agosto 1977    | 27 novembre 1981  | 1977            |
| 38                   | 38            | 04x09                     | Inkasso               | In tre col morto                | 18 settembre 1977 | 4 dicembre 1981   | 1977            |
| 39                   | 39            | 04x10                     | Tote im Wald          | Morte nel bosco                 | 16 ottobre 1977   | 19 settembre 1983 | 1977            |

## Yellow He
- Titolo originale: Yellow He
- Diretto da: Zbyněk Brynych
- Scritto da: Herbert Reinecker
- Interpreti:[1][2] Horst Tappert - Stephan Derrick, Fritz Wepper - Harry Klein, Susanne Beck - Annemarie Gelbert, Martin Semmelrogge - Alfred Rabes, Volker Eckstein - Benocha, Maria Schell - Erika Rabes, Karl Lieffen - Albert Rabes, Wolf Ackva - Dottor Georg Rabes, Liane Hielscher - Helga Schirrmeyer, Arthur Brauss - signor Schirrmeyer, Patricia Ulrich, Petra Peters, Ursula Ludwig, Günther Stoll - Schröder, Gerhard Bormann - detective Echterding

### Trama
Dopo aver fatto visita all'anziano padre, ormai in punto di morte, all'esterno della clinica qualcuno spara a Georg Rabe, mentre stava salendo sulla sua auto. Rabe era designato come erede del patrimonio del padre, cioè una ditta di grandi dimensioni. Era separato dalla moglie ed aveva una relazione con Helga Schirmeyer, a sua volta separata. Con la morte di Georg Rabe, il patrimonio passa immediatamente al fratello Albert e al nipote Alfred, meno adatti a dirigere un'azienda. Nel frattempo Alfred si sposa con EvaMarie Gebert, soprannominata "Yellow He", un'avvenente e disinibita ragazza conosciuta in discoteca.

## Un cappio al collo
- Titolo originale: Hals in der Schlinge
- Diretto da: Alfred Vohrer
- Scritto da: Herbert Reinecker
- Interpreti:[3] Horst Tappert - Stephan Derrick, Fritz Wepper - Harry Klein, Helga Anders - Heli, Willi Kowalj - Ingo, Herbert Fleischmann - signor Ludemann, Günter Strack - signor Kless, Carola Höhn - signora Becker, Christine Kaufmann - Marion Kless, Günther Stoll - Schröder, Gerhard Bormann - detective Echterding

### Trama
Al ritorno da un party, Heli ed Ingo Gaserke scoprono il corpo senza vita del padre, impiccatosi nel sottotetto della loro abitazione. Il medico di famiglia, chiamato all'occorrenza, parla di un gesto estremo, tuttavia Heli non ne è convinta e caparbiamente chiama la Polizia criminale. Giunta sul posto, Heli esprime alla Polizia le loro perplessità sulla morte del padre, l'uomo, un importante imprenditore, non aveva alcun motivo per suicidarsi e godeva di ottima salute. Nonostante ciò Derrick ripone istintiva fiducia nelle plausibili asserzioni della ragazza. D'altro canto Ingo dà per buona la versione del suicidio. Derrick e i ragazzi si recano nell'azienda e parlano con l'amministratore Robert Ludemann, che lavora dai Gaserke da molti anni. Ludemann rileva che l'azienda è insolvente per un affare andato male in Sudamerica.

### Colonna sonora
- Sirtaki
- Ricky King, Le Reve
- Boney M, Daddy Cool

## Una notte di ottobre
- Titolo originale: Eine Nacht im Oktober
- Diretto da: Wolfgang Becker
- Scritto da: Herbert Reinecker
- Interpreti:[4][5] Horst Tappert - Stephan Derrick, Fritz Wepper - Harry Klein, Günther Stoll - Schröder, Bernhard Wicki - Dottor Lechner, Traugott Buhre - Steinbrink, Brigitte Horney - signora Lechner, Ella Büchi - Agnes Lechner, Gertrud Kückelmann - signora Schweik, Sabine von Maydell - Hilde Weiss, Malte Thorsten - Werner Schranz, Thomas Astan - Gottfried Müller, Iris Berben - Rosy Kramer, Carl Lange - Dottor Meyers

### Trama
La bella RoseMarie Kramer, detta Rosy, dopo un'allegra serata trascorsa alla discoteca Olympia Club, nei sobborghi di Monaco, viene trovata esangue, attinta da numerose coltellate, per strada a pochi metri dalla villa dove svolgeva il lavoro di cameriera presso la famiglia dell'attempato, ricco e potente avvocato Lechner, in cui vive anche la moglie e l'anziana madre, accudita da una educata badante. Poco prima della sua morte, Rosy è stata vista salire in macchina da un uomo di mezza età, il quale aveva importunato tutte le ragazze nel locale. Tramite un disegno, l'uomo viene individuato, si tratta di Steinbrink, un commesso viaggiatore di Monaco. Il caso sembra risolto, tanto che l'avvocato Lechner fa di tutto per incolpare Steinbrink. Tuttavia Derrick scopre che Rosy, poco prima di morire, aveva litigato con il fidanzato Werner Schranz.

### Colonna sonora
- Steve Miller Band, Serenade
- David Dundas, Jeans On

## Un conto aperto
- Titolo originale: Offene Rechnung
- Diretto da: Alfred Vohrer
- Scritto da: Herbert Reinecker
- Interpreti:[6] Horst Tappert - Stephan Derrick, Fritz Wepper - Harry Klein, Günther Stoll - Schröder, Gerhard Bormann - detective Echterding, Rudolf Platte - Robert Berger, Edith Heerdegen - Josefa Schönhals, Rudolf Fernau - Alfred Engel, Rudolf Schündler - Willi Nell, Konrad Georg - Josef Toppe, Alf Marholm - Direttore, Johanna Elbauer - nipotina di Toppes, Manfred Spies - signor Schoon, Bruno Pantel - signor Lensing, Jan Koester - Hans-Martin Wenk, Nino Korda

### Trama
In una casa di riposo per anziani il portiere viene svegliato poco dopo mezzanotte, perché avrebbe sentito uno sparo. Esce e trova il cadavere di Josef Toppe, uno degli ospiti, che giace a terra morto. Derrick ed il suo Klein osservano la lunga scia di sangue che arrivano a una macchina che non appartiene all'ospizio. Quindi Toppe non sia stato ucciso nel cortile, ma in un altro luogo ed è stato portato fino al luogo. La macchina risulta rubata presso la stazione Freimann a un certo Schumann. A parte il portiere, nessuno ha sentito lo sparo. Toppe, il quale possedeva una modesta pensione e aveva come contabile di una ditta di spedizioni, aveva un figlio che risiede in Canada e una nipote, Lisa, che studia al conservatorio. Derrick comunica a Lisa la notizia della morte del nonno. Lisa testimonia che aveva visto il nonno a mezzogiorno e lo aveva trovato di buon umore perché aspettava una ricca somma di denaro. Toppe era in ospizio da tre anni e mezzo, trovava l'ambiente un po' opprimente. Il suo migliore amico era Robert Berger, ex impiegato delle poste, nato nel 1906, vedovo e senza figli.

## Morte di uno strozzino
- Titolo originale: Tod des Wucherers
- Diretto da: Zbyněk Brynych
- Scritto da: Herbert Reinecker
- Interpreti:[7] Horst Tappert - Stephan Derrick, Fritz Wepper - Harry Klein, Günther Stoll - Schröder, Gerhard Bormann - detective Echterding, Gerd Baltus - Erich Winterhammer, Agnes Dünneisen - Hilde Hensch, Ida Krottendorf - signora Minsch, Peter Kuiper - signor Minsch, Peter Neusser - Ralf Ziemann, Erland Erlandsen - Dottor Zogel, Dieter Prochnow - Gecko Schuster

### Trama
Il signor Minsch, proprietario di un'agenzia di crediti che, per prestare soldi, pratica ai suoi clienti un tasso d'interesse altissimo, fino al 30% annuale, viene trovato morto nel suo ufficio da Erich Winterhammer, il suo contabile, un uomo di mezza età molto impacciato, e da Hilde Hensch, una diciassettenne che frequenta le scuole professionali per segretaria e che collabora in ufficio. Quando Klein ed Echterding comunicano la morte di Minsch, la signora non sembra affatto addolorata. Anzi la sera la moglie di Minsch organizza una festa in casa invitando i suoi amici. Derrick e Klein ovviamente si stupiscono di questo fatto.

## L'uovo del cuculo
- Titolo originale: Das Kuckucksei
- Diretto da: Alfred Vohrer
- Scritto da: Herbert Reinecker
- Interpreti:[8] Horst Tappert - Stephan Derrick, Fritz Wepper - Harry Klein, Günther Stoll - Schröder - Gerhard Bormann - detective Echterding, Ralf Schermuly - Eberhard Horre, Gerd Böckmann - Alfred Horre, Werner Hinz - Vater Horre, Ingeborg Lapsien - Mutter Horre, Bruno Sterzenbach - Siegfried Horre, Alexander Kerst - signor Stössl, Gretl Schörg - signora Stössl, Elisabeth Volkmann - Irmi Becker, Karin Hardt - signora Wendt, Bernhard Hellfrich - poliziotto, Oliver Domnick - poliziotto

### Trama
Nell'ufficio del signor Eberhard Horre, proprietario di una piccola ditta di trasporti, squilla il telefono. La segretaria Annelise Wendt informa Horre che all'apparecchio c'è sua moglie Ursula, ma, quando l'uomo risponde, ode solamente un grido disperato. Horre sente dalla moglie solamente l'indirizzo di un appartamento di cui non era a conoscenza e prima di uscire, avvisa il fratello Alfredo. La squadra omicidi, giunta nell'appartamento di Ursula, non può fare altro che constatare la morte della donna. Derrick e Klein ricevono notizie su Ursula, era originaria di Düsseldorf, dove vive ancora la madre, ed era registrata regolarmente come prostituta. Ursula ed Eberhard erano sposati da solo sei mesi. La famiglia Horre è molto religiosa, quasi tradizionalista, ed inorridisce a sapere che Ursula era una prostituta. Un'amica di Ursula riferisce che i suoi nuovi familiari erano venuti a sapere del "mestiere", così Derrick e Klein iniziano ad indagare sui membri della famiglia Horre.

## Delitto sul Transeuropa Express
- Titolo originale: Mord im TEE 91
- Diretto da: Zbyněk Brynych
- Scritto da: Herbert Reinecker
- Interpreti:[9] Horst Tappert - Stephan Derrick, Fritz Wepper - Harry Klein, Willy Schäfer - Willy Berger, Gerhard Bormann - detective Echterding, Alwy Becker - Andrea, Harry Meyen - Harris, Siegfried Rauch - Mohr, Hermann Lenschau - Degenhardt, Erland Erlandsen - Schremm, Sepp Wäsche - Schenke, Urlsula Ludwig - segretaria, Herbert Tiede - Anton, Karl Tischlinger - Hausmeister, Thomas Braut - Kalle, Gert Wiedenhofen - Fenz

### Trama
Sul Trans Europ Express da Amburgo a Monaco viene ucciso un uomo. Sul cadavere la polizia non trova documenti né elementi che possano in qualche modo permettere di identificarlo. Fino all'arrivo di Stephan Derrick e Harry Klein. Derrick riconosce nella vittima un conoscente, suo vicino di casa. che si chiama Hans Kessmer. Derrick racconta a Klein che con Kessmer si trovava qualche volta a giocare a scacchi nel locale "da Mario". Kessmer si vantava di essere un giornalista, in realtà era un trasportatore per la ditta "Grosskuche Schenk". Nell'abitazione di Kessmer la squadra omicidi cerca indizi che possano condurre ad un movente per il delitto. Le indagini di Derrick lo portano ad incontrare dapprima un certo Harris, mercante d'arte londinese, e quindi i dirigenti di un'importante azienda che produce apparecchiature militari. Quindi Kessmer era coinvolto in una questione di spionaggio e servizi segreti.

## Via Bangkok
- Titolo originale: Via Bangkok
- Diretto da: Theodor Grädler
- Scritto da: Herbert Reinecker
- Interpreti:[10][11] Horst Tappert - Stephan Derrick, Fritz Wepper - Harry Klein, Gerhard Bormann - detective Ectherding, Thomas Holtzmann - Jakob Renz, Cornelia Froboess - Helga Renz, Gustl Halenke - signora Renz, Chrisitan Wolff - Franz Rosska, Dagmar Heller - Hélène Rosska, Nora Minor - signora Miele, Frank Griffin - Fasold, Sascha Borysenko - Kranz, Emely Reuer - Niedermayer, Michael Gahr, Peter Capell, Roman Frosch, Günther Ziegler

### Trama
Jakob Renz, violoncellista in un'orchestra sinfonica, rientra in Germania al termine di una tournée di due mesi che lo ha portato in Asia orientale. Al suo arrivo a Monaco, Renz viene contattato telefonicamente da un uomo che gli dà appuntamento per la sera. Poco dopo Renz viene trovato gravemente ferito accanto alla sua auto e, prima di poter riprendere conoscenza, muore. Quando Stephan Derrick e Harry Klein si recano a casa della vittima, incontra Helga, la figlia di Renz, che riferisce all'ispettore della telefonata anonima ricevuta dal padre. La famiglia Renz è in precarie condizioni economiche perché la moglie è paralizzata da alcuni anni a seguito di un incidente stradale e deve essere assistita in modo continuativo.

## In tre col morto
- Titolo originale: Inkasso
- Diretto da: Helmuth Ashley
- Scritto da: Herbert Reinecker
- Interpreti:[12][13] Horst Tappert - Stephan Derrick, Fritz Wepper - Harry Klein, Gerhard Bormann - detective Echterding, Monika Gabriel - Irene Rombach, Karl Walter Diess - Backhaus, Dirk Galuba - Reger, Lisa Kreuzer - Lena, Dieter Schidor - Hasse, Joachim Wichmann - Weyk, Hans Quest - libraio Hasse, Wolfgang Müller - Achim Breiteck, Jutta Kammann - Lore, Alexis von Hagemeister - Buchheim, Helmut Pick - Schönhuber, Alexander Pleyer - Ssoka, Ludwig Wühr, Ray le Clair, Johanna Baumann, Christina Blumhoff, Traudl Bogenhauser

### Trama
Achim Breiteck è un giovane che offre i propri servigi lavando le auto di benestanti signori. Un giorno Achim, dopo aver suonato alla porta della villa dei Rombach, viene invitato da una voce femminile, che gli parla attraverso il citofono, a recarsi nel garage dove potrà dedicarsi alla pulizia dell'automobile. Quando il ragazzo apre il bagagliaio, però, resta senza fiato, perché all'interno giace il cadavere di un uomo. Si tratta del padrone di casa, il dottor Werner Rombach, che da due anni era separato dalla moglie Irene, un'indossatrice. Dall'autopsia Derrick scopre che l'arma con cui Rombach è stato ucciso era già stata usata alcune settimane prima per un altro delitto, il caso di Achim Hoffmann, la cui indagine era finita ad un collega di Derrick. Derrick preleva gli incartamenti e scopre che le due vittime erano due professionisti dalla vita notturna dissoluta, che il sabato sera giocavano a skat, gioco di carte a tre diffuso in Germania, assieme ad un terzo uomo, Backhaus, un ricco farmacista. Questi teme per la sua vita poiché è l'unico sopravvissuto del trio. Ad ogni insinuazione, Backhaus nega tutto, finge di cascare dalle nuvole e di non aver paura di nulla, ma quando gli suonano alla porta, manda Derrick ad aprire. L'ispettore capisce che la chiave di tutto è lui, ma al contempo, insospettito dal racconto del lavamacchine circa la voce femminile al citofono, scava nel passato finché viene a sapere di una bella ragazza appena diciottenne impiccatasi qualche tempo prima.

## Morte nel bosco
- Titolo originale: Tote im Wald
- Diretto da: Helmuth Ashley
- Scritto da: Herbert Reinecker
- Interpreti:[14] Horst Tappert - Stephan Derrick, Fritz Wepper - Harry Klein, Willy Schäfer - Willi Berger, Martin Lüttge - Hans Beck, Gaby Dohm - Lore Beck, Günther Neutze - Manfred Donk, Max Grießer - Lohmann, Gerhard Riedmann - Stocker, Udo Thomer - Burgstaller, Carolin Ohrner - Joan Harrison, Maria Singer - signora Rupold, Toni Berger - signor Rupold

### Trama
Durante un normale giro di controllo nel bosco, il forestale Dieter Lohmann scopre, nascosto tra i cespugli, il cadavere di una ragazza. La polizia criminale, giunta sul posto, identifica il corpo come quello di Joan Harrison, una studentessa diciottenne inglese da poco a Monaco. Poco distante dal cadavere viene ritrovata anche la bicicletta con cui la giovane stava viaggiando e tutto lascerebbe pensare che l'assassino abbia aiutato Joan a riparare un guasto. Tracce di pneumatici al margine del sentiero spingono l'ispettore Derrick ed il suo assistente Klein a ricercare un automobilista. Lohmann dice a Derrick che, dopo aver scoperto il cadavere della ragazza, aveva trovato un uomo che spingeva una bicicletta, un certo Hans Beck che possiede un negozio di animali. Lohmann si è fatto prestare la bicicletta per arrivare alla vicina centrale del latte e poter telefonare alla polizia del fatto. Derrick e Klein interrogano Bugstaller, un autista della centrale del latte, e Stocker un amante dell'equitazione, che erano nelle vicinanze al momento del delitto, i quali asseriscono di non aver visto niente. Infine Derrick e Klein vengono avvicinati da Manfred Donk, il quale dice di essere amico di Beck. Beck fu coinvolto in una storia di violenza sessuale otto anni prima a Norimberga e fu condannato a cinque anni di prigione.